# Ã̱
Cette page contient des caractères spéciaux ou non latins. S’ils s’affichent mal (▯, ?, etc.), consultez la page d’aide Unicode.
Ã̱ (minuscule : ã̱), appelé A tilde macron souscrit, est un graphème utilisé dans l’écriture du nambikwara du sud et du ticuna. Il s’agit de la lettre A diacritée d’un tilde et d’un macron souscrit.

## Utilisation
En nambikwara du sud, le A tilde macron souscrit ‹ ã̱ › est utilisé pour représenter voyelle ouverte antérieure non arrondie nasalisée laryngalisée [ã̰].
En ticuna, le A tilde macron souscrit ‹ ã̱ › est utilisé pour représenter voyelle ouverte antérieure non arrondie nasalisée laryngalisée [ã̰].

## Représentations informatiques
Le A tilde macron souscrit peut être représenté avec les caractères Unicode suivants :
- composé et normalisé NFC (supplément Latin-1, diacritiques) :

| formes    | représentations | chaînes de caractères | points de code | descriptions                                                |
| --------- | --------------- | --------------------- | -------------- | ----------------------------------------------------------- |
| capitale  | Ã̱               | Ã◌̱                    | U+00C3 U+0331  | lettre majuscule latine a tilde diacritique macron souscrit |
| minuscule | ã̱               | ã◌̱                    | U+00E3 U+0331  | lettre minuscule latine a tilde diacritique macron souscrit |

- décomposé (latin de base, diacritiques) :

| formes    | représentations | chaînes de caractères | points de code       | descriptions                                                            |
| --------- | --------------- | --------------------- | -------------------- | ----------------------------------------------------------------------- |
| capitale  | Ã̱               | A◌̱◌̃                   | U+0041 U+0323 U+0303 | lettre majuscule latine a diacritique macron souscrit diacritique tilde |
| minuscule | ã̱               | a◌̱◌̃                   | U+0061 U+0323 U+0303 | lettre minuscule latine a diacritique macron souscrit diacritique tilde |

## Sources
- (es + tca) Doris Anderson et Lambert Anderson, Diccionario ticuna — castellano, coll. « Serie Lingüística Peruana » (no 57), 2017 (lire en ligne)
- (pt + nab) Menno H. Kroeker, Txa²wã¹wãn³txa² kwa³jan³txa²wãn³txa² hau³hau³kon³nha²jau³su² (Dicionário escolar bilíngue: Nambikuara - Português, Português - Nambikuara), Porto Velho, RO, Sociedade Internacional de Linguistica, 1996, 195 p. (lire en ligne)